# Картофоцветни
Картофоцветните (Solanales) са разред покритосеменни растения от групата на астеридите.

## Семейства
- Solanaceae – Картофови
- Convolvulaceae
- Montiniaceae
- Sphenocleaceae
- Hydroleaceae